# Whisper Not
Whisper Not ist eine Jazz-Komposition des Tenorsaxophonisten und Arrangeurs Benny Golson.

## Komposition
Whisper Not entstand während Benny Golsons Zeit in der Big Band von Dizzy Gillespie 1956 und gehört zu den Kompositionen, die Golsons Ruf als Komponist von Jazzstandards etablierten. Zum ersten Mal wurde sie von Lee Morgan im Dezember 1956 eingespielt. Benny Golson selbst nahm das Stück für sein Album Benny Golson’s New York Scene im Oktober 1957 auf, später wurde es von Art Blakeys Jazz Messengers (Paris 1958) gespielt, deren Saxophonist und musikalischer Direktor Golson zu dieser Zeit war. Whisper Not gehörte von da an zum festen Bestandteil des Messengers-Programms und wurde mehrmals von den Jazz Messengers, aber auch von Archie Shepp, Bud Shank, Jim Hall, Jon Faddis, Lee Morgan, Oscar Peterson, Hank Jones, Quincy Jones, Ray Bryant, Red Norvo, Shelly Manne, Tete Montoliu, Keith Jarrett, Wes Montgomery, Mel Tormé, Nancy Wilson, Thad Jones, Wynton Kelly und vielen anderen aufgenommen.
Laut allmusic.com gibt es ca. 170 Einspielungen von "Whisper Not".

## Form
Whisper Not hat eine AABA Form. Im A-Teil wird subtil mit einem minimalistischen Zweitonmotiv und ausgefeilter Ornamentik mit den Bezügen zu zwei Tonarten c-Moll und d-Moll gespielt. Im B-Teil wird über g-Moll die Dominante G7 angesteuert die wieder zum A-Teil führt, das Tempo ist dort halb so schnell. Es enthält einen "shout chorus" nach dem letzten Solo – ein melodisch alternativ und rhythmisch-hymnisch auskomponierter A-Teil in einem Marschrhythmus vor der Themaaufnahme am Schluss, so dass nur der abschließende BA-Teil genau wie am Anfang lautet.

## Diskografie
- Art Blakey and the Jazz Messengers: 1958: Paris Olympia (Fontana), wiederveröff. u. a. als Paris 1958 (Bluebird/RCA)
- Art Farmer/Benny Golson Jazztet: The Complete Argo/Mercury Art Farmer/Benny Golson Jazztet Sessions (Mosaic, 1960–1963)
- Benny Golson: Benny Golson´s New York Scene (1957), California Message (1980), Up Jumped Benny! (1986), Tenor Legacy (1996)
- Keith Jarrett Trio: Whisper Not (ECM, 1999)
- Lee Morgan: Lee Morgan (Blue Note, 1956)
- Bobby Hutcherson Color Schemes (32Jazz, 1997), mit Mulgrew Miller